# Pujada de les Monges
La Pujada de les Monges és una via pública de Premià de Dalt (Maresme) inclosa a l'Inventari del Patrimoni Arquitectònic de Catalunya.

## Descripció
Element urbà. Carrer que forma part del nucli antic del poble. El desenvolupament al voltant de l'església, situada a la part alta de la vila, fa que els carrers del nucli antic tinguin grans pendents i que els forts desnivells s'hagin de salvar amb rampes i escales. Tota l'àrea és considerada com a zona per a vianants. Entre aquesta xarxa viària destaca el carrer de les Monges, que queda enclavat entre l'església i el seu recinte, la rectoria i la casa anomenada de les Monges (tot propietat parroquial). El carrer és estret, entre murs de maçoneria i des de la rectoria s'hi accedeix a través d'uns arcs realitzats amb carreus. Hi ha una espitllera oberta al mur. És un dels carrers més antics del poble.